# Ǫ
Ǫ – litera alfabetu łacińskiego, występująca między innymi w języku nawaho, w języku Apaczów, a także w łacińskiej transkrypcji języka staro-cerkiewno-słowiańskiego i w slawistycznej pisowni fonetycznej na oznaczenie o nosowego (polskie ą). Pierwotnie używana w zapisie języka staronorweskiego na oznaczenie samogłoski pośredniej między a oraz o.
Sporadycznie znak używany również w języku polskim w funkcji litery ą.
Był obecny w kaszubskim alfabecie Lorentza.